# Testamento digitale
Il testamento digitale è un testamento che determina il fato della presenza di una persona nel mondo virtuale. Questi archivi comprendono tutti gli account che una persona può avere online, dai social media ai siti di acquisti, da un canale YouTube ad un sito di giochi.
Molti siti web non hanno linee guida o procedure da seguire per eliminare dai loro server l'account di una persona deceduta e nel caso in cui ci fossero non seguono una procedura standard ma differiscono da sito a sito.
Il testamento digitale può essere utilizzato per determinare il fato della presenza online senza doversi accordare con ciascun sito.

## Linee Guida
1. Nominare qualcuno come beneficiario online
2. Formulare un documento formale su come gestire profili e account
3. Capire le politiche sulla privacy
4. Fornire al beneficiario una lista dei siti web e account di accesso
5. Dichiarare nel testamento che il beneficiario deve avere una copia del certificato di morte (Desmarais, 2014).

## Ostacoli e Problematiche
Sebbene i testamenti digitali sono necessari e di aiuto, si possono incontrare alcune problematiche e ostacoli. Come indicato nel Buffalo Law Review; gli ostacoli includono 1)	le Password: senza una password non è possibile accedere a nessun account online, quindi se un vostro caro non vi lascia le credenziali ci sono poche speranze che voi possiate accedervi 2) la Crittografia, che consiste nel cambiare le informazioni per nascondere qualcosa 3) le leggi penali federali e statali che puniscono gli accessi non autorizzati a computer e dati 4) le leggi federali e statali sulla privacy.
I termini e le condizioni di un servizio devono sempre essere presi in considerazione, questi possono causare problemi in caso di dettagli e sottigliezze, o clausole che stabiliscono il da farsi in caso del decesso dell'utente.
In alcuni casi, il servizio web può avere la capacità di chiudere un account e cancellare tutti i dati.  Se una persona diversa dall'utente originario accede, possono essere disposte accuse penali anche nel caso in cui il deceduto ha trasmesso la password (Watkins, 2014, p. 194).
Un articolo di Magder sul quotidiano The Gazette fornisce un promemoria su come il furto di identità può potenzialmente continuare ad essere un problema anche dopo la morte, per esempio se le informazioni vengono rilasciate alle persone sbagliate. Questo è il motivo per il quale i network online e gli esecutori digitali necessitano di un certificato di morte rilasciato da un membro della famiglia del defunto al fine di acquisire l'accesso agli account. Ci sono casi in cui l'accesso può essere ancora negato, a causa della diffusione di certificati di morte falsi.

## Controversie
Nel 2014 nel Delaware, è stato firmato il "Fiduciary Access to Digital Assets and Digital Accounts Act” (l'atto sulla fiduciaria di accesso alle risorse digitali e agli account digitali). Esso afferma che un beneficiario che ha il controllo su account digitali e / o risorse digitali avrà gli stessi diritti dell'utente iniziale. Tuttavia, questo va contro i termini di servizio del contratto di Yahoo in cui si afferma che "né l'account, né il contenuto delle comunicazioni private sono trasferibili al momento della morte" (Miners, 2014). Essi sono consentiti solo per cancellare il loro account. Dal momento che molti siti web hanno un proprio metodo per distruggere tali dati, questa nuova legge potrebbe causare lamentele da parte di altre società. I Testamenti Digitali, per quanto utili, possono anche andare contro le clausole dei contratti di servizio che molti siti web hanno se si trasferiscono gli account da persone decedute a individui in vita.